# St. Viti (Tüttleben)

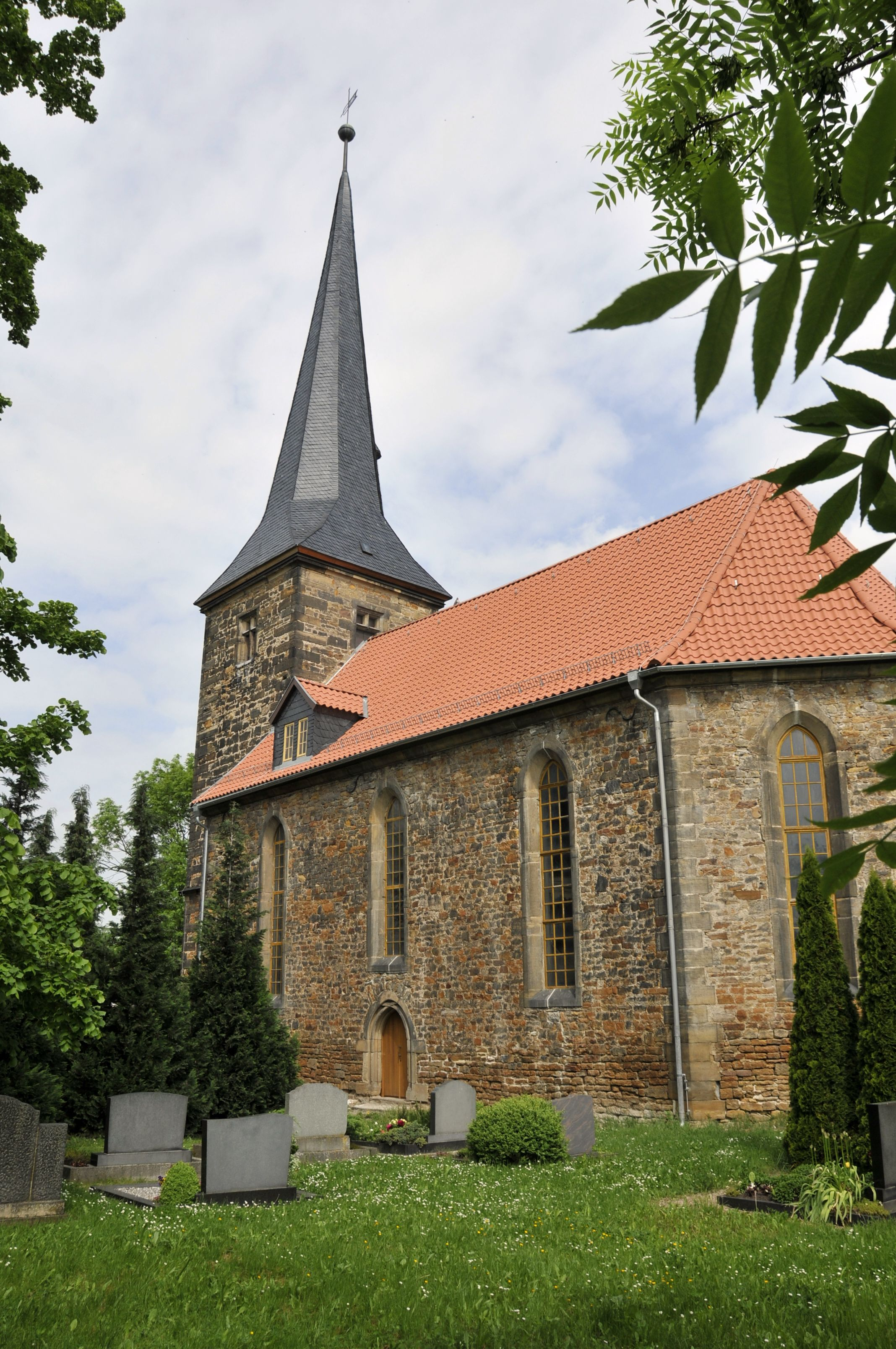
Ansicht (Südfassade) mit Friedhof

Die Kirche St. Viti in Tüttleben, Landkreis Gotha in Thüringen ist die bekannteste Sehenswürdigkeit des Ortes. Vermutlich gab es eine Vorgängerkirche, wie so oft in dieser Gegend. Am Turm ist eine Tafel eingelassen – ihr in lateinischer Sprache verfasster Text lautet in der Übersetzung:
Im Jahre der Fleischwerdung des Herrn Jesu Christi 1463 am 22. Tage des Monats März wurde dieser Turm gegründet.
Aus dieser Zeit stammen wohl die Grundmauern der Kirche, die später mehrfach umgebaut wurde, zuletzt 1691.  Der Kirchturm hat eine außen liegende Schlagglocke. Das noch um 1900 mit drei Glocken vorhandene Geläut aus den Jahren 1798–99 wurde ein Opfer der Weltkriege. Die Kirchgemeinde verfügt auch nicht mehr über ähnliche „Reichtümer“ wie ihre Nachbarn im Kirchspiel Seebergen. In vergangenen Zeiten war man nicht so sehr bemüht wie heute, das Kircheninventar als Erinnerungsstücke an alte Zeiten zu hegen und zu pflegen. Auch unter Vandalismus und Diebstahl hatte die Kirche mehrfach zu leiden.
Das Langhaus besitzt eine Ausdehnung von 19,0 × 9,5 m, der an der Westseite platzierte Turm misst 4,5 × 4,5 m. Die heutige Dacheindeckung verwendet für den spitzen Turmhelm den bewährten „Thüringer Schiefer“, das Langhaus wurde wohl aus Kostengründen stets mit Ziegeln eingedeckt.
Bei Untersuchungen zur Baugeschichte wurden im Kirchenschiff Ausmalungen aus der Zeit um 1700 dokumentiert, sie sind noch unter dem Putz verborgen. Die üppig verzierte Kanzel aus der Renaissance-Zeit ist der auffallendste Schmuck im Kircheninneren. Zwei Leinwandgemälde zeigen Martin Luther und den 1728 verstorbenen Pfarrer Jakob F. Thiele. Die Kirchenorgel wurde um 1725 angefertigt.
Kirche und Kirchhof sind umgeben von einer mannshohen malerischen Sandsteinmauer und Zäunen. Der historische Friedhof beherbergt einige alte Grabsteine, die teilweise noch an ihrem ursprünglichen Standort verblieben sind.

Bilder zur Kirche
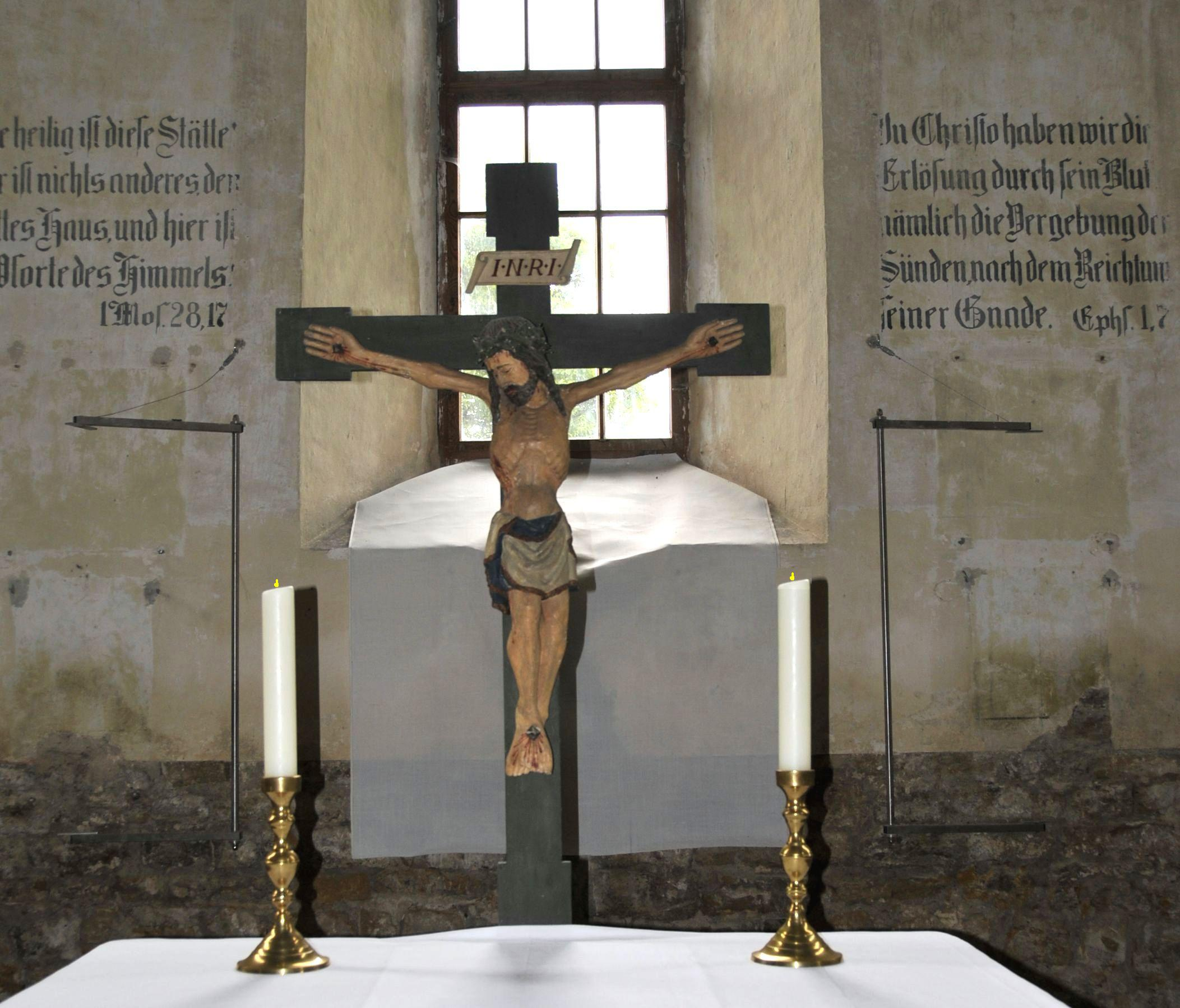
Blick auf den Altarbereich mit Kruzifix
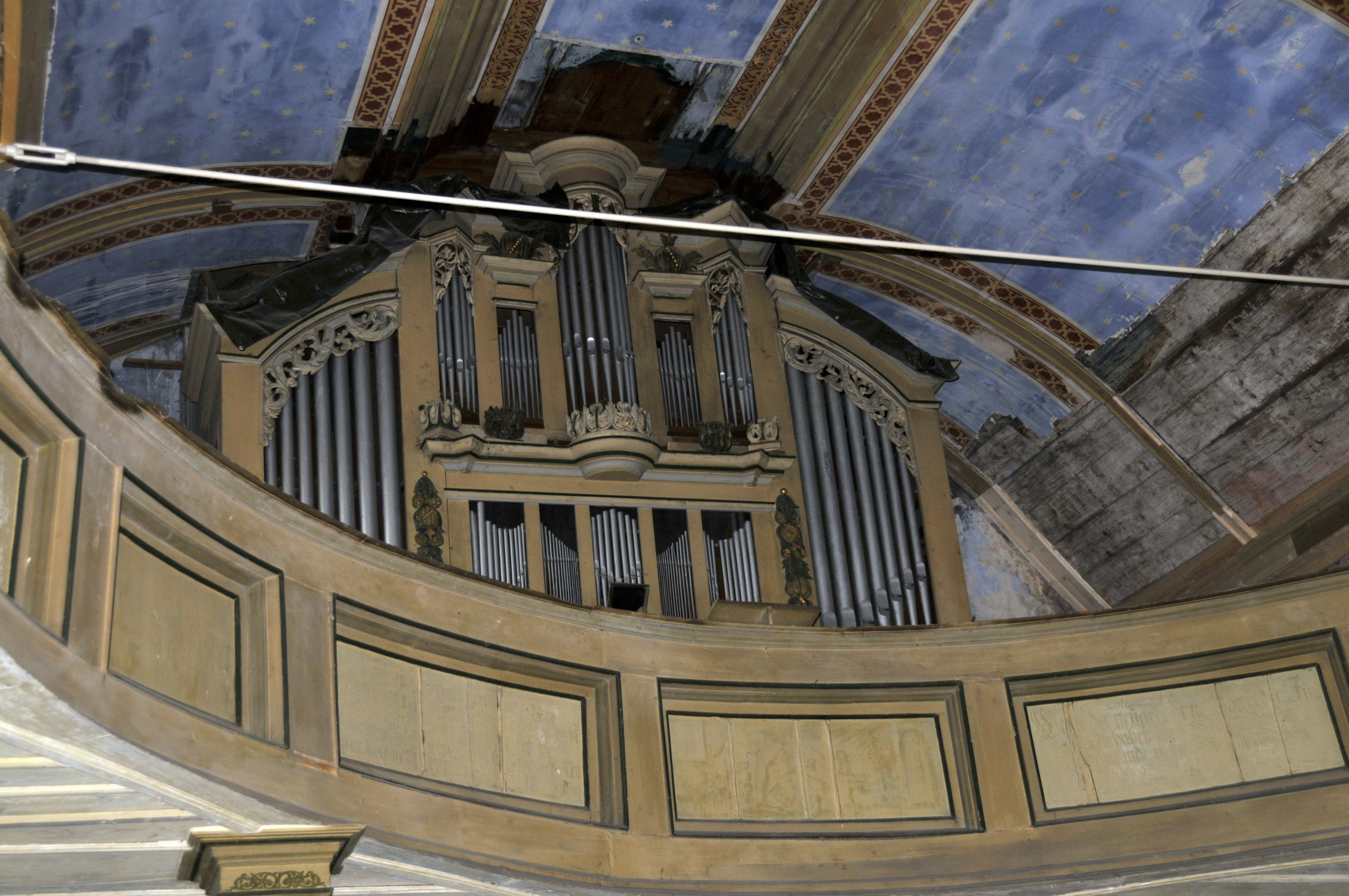
Blick zur Orgelempore (davor ein baubedingter Wandanker)
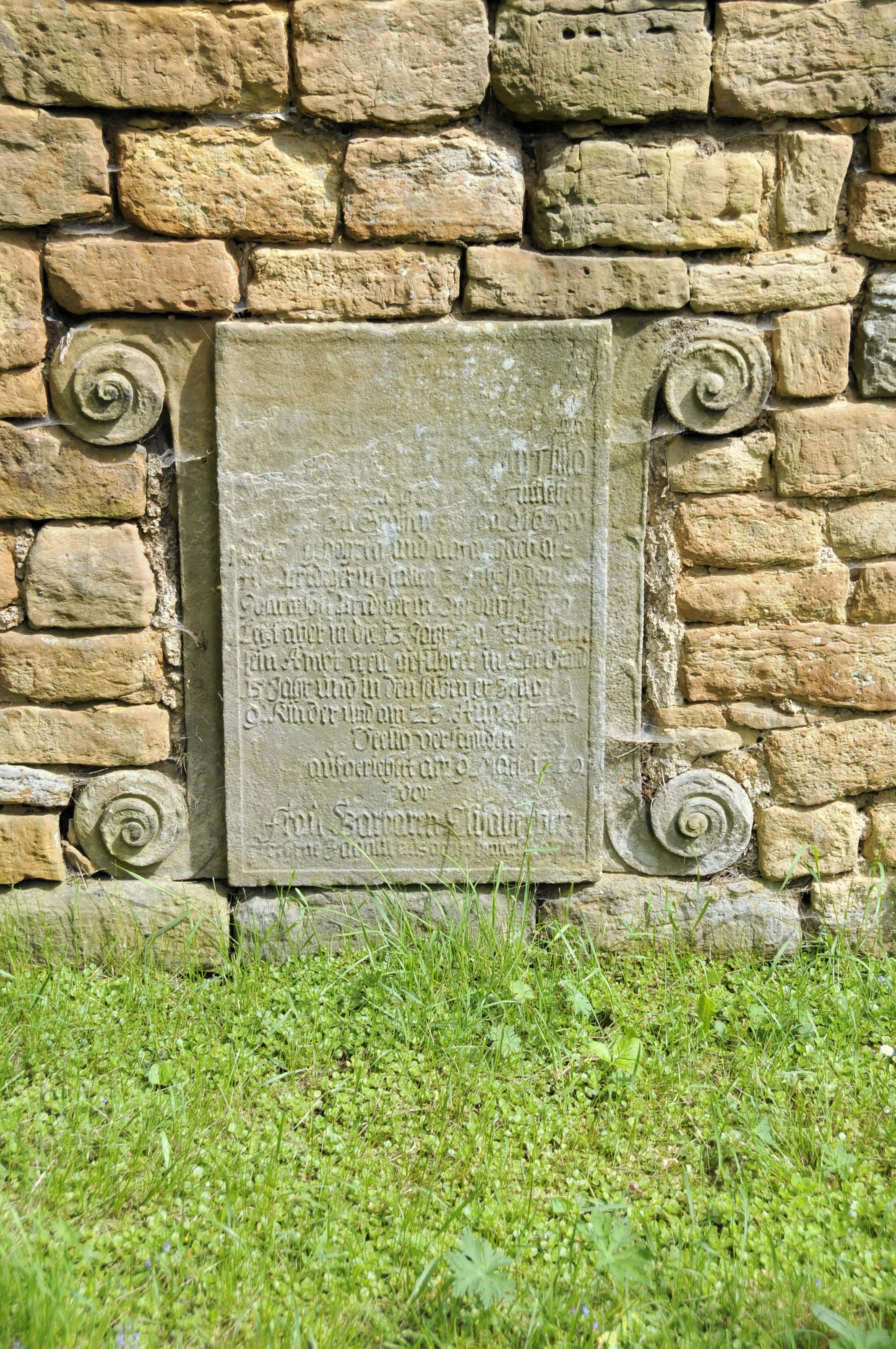
In die Außenmauer eingelassenes verwittertes Epitaph mit Rollwerk verziert
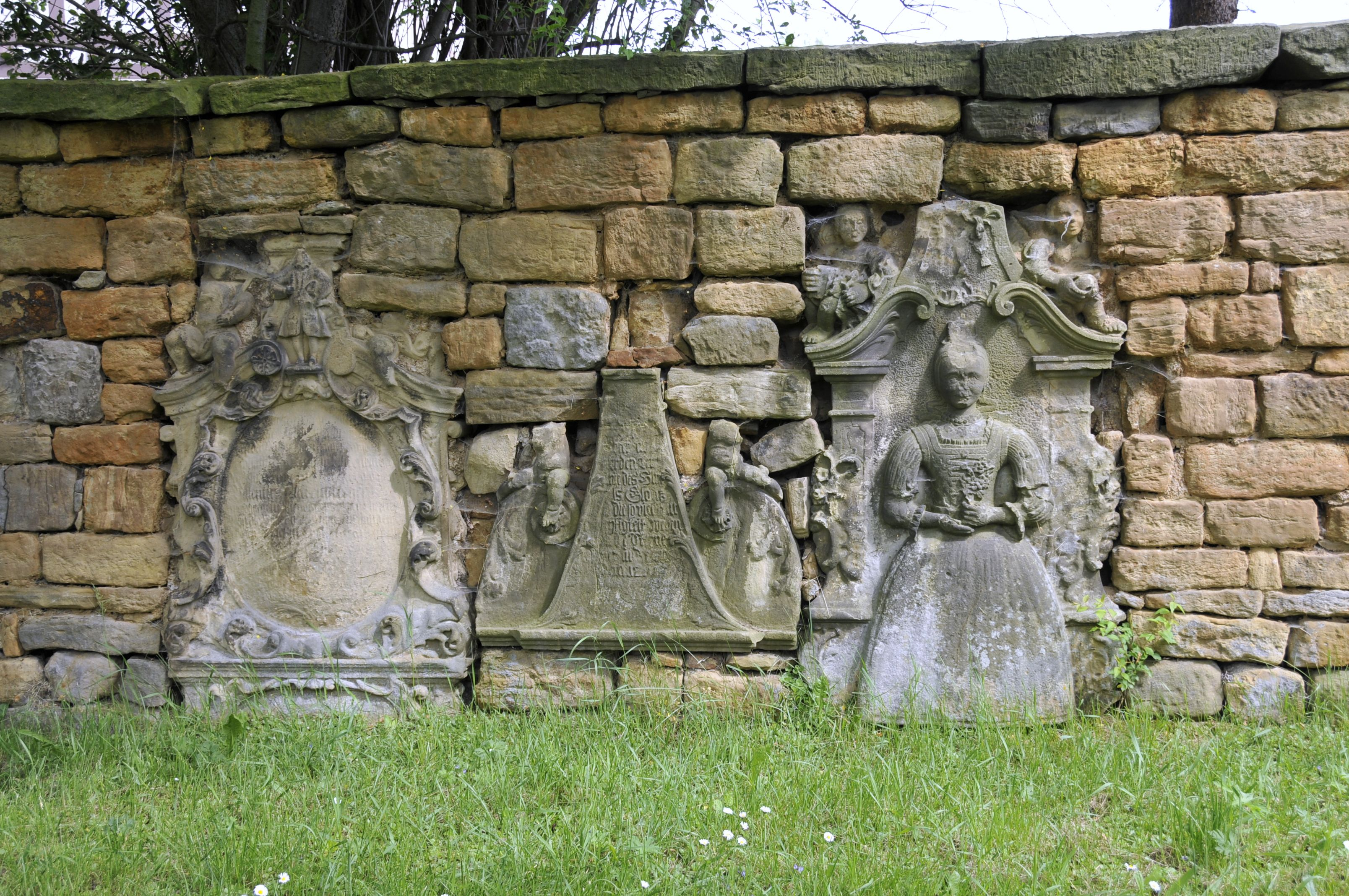
Ensemble von drei fragmentarischen barocken Grabdenkmälern in der Kirchhofsmauer

Die Kirche und ihr Umfeld stehen unter Denkmalschutz. Mit Hilfe der Stiftung Kirchenbau der Evangelischen Kirche Deutschlands (EKD) wird derzeit an Konzepten und Projekten zur baulichen Sanierung dieser Kirche gearbeitet.